# Chris Chrisafis
Chris Chrisafis (* 1946) ist ein US-amerikanischer Filmproduzent. Sein Schaffen umfasst 28 Produktionen.

## Filmografie
- 1978: Die Wildgänse kommen (The Wild Geese)
- 1980: Die Seewölfe kommen (The Sea Wolves)
- 1982: Das Kommando (Who Dares Wins)
- 1984: Wildgänse 2 (Wild Geese II)
- 1991: Highlander II – Die Rückkehr (Highlander II – The Quickening)
- 1997: Das zweite Dschungelbuch (The Second Jungle Book: Mowgli & Baloo)
- 2001: Jewel (Fernsehfilm)
- 2001: Army Go Home! (Buffalo Soldiers)
- 2001: Murder Among Friends (Fernsehfilm)
- 2002: Monte Cristo (The Count of Monte Cristo)
- 2002: Recipe for Murder (Fernsehfilm)
- 2002: Die Herrschaft des Feuers (Reign of Fire)
- 2002: 24 heures de la vie d'une femme
- 2002: Die Pferde des Himmels (Touching Wild Horses)
- 2003: Paradies – Die Leidenschaft des Paul Gauguin (Paradise Found)
- 2003: Cybermutt (Fernsehfilm)
- 2003: Tempo
- 2003: Im Visier des Bösen (Entrusted, Fernsehfilm)
- 2003: Das Johannes-Evangelium (The Visual Bible: The Gospel of John)
- 2003: Cowboys & Angels
- 2004: Some Things That Stay
- 2004: Sergeant Pepper
- 2005: Wahre Lügen (Where the Truth Lies)
- 2006: Drive Time Murders (Fernsehfilm)
- 2006: The Front Line
- 2007: Highlander – Die Quelle der Unsterblichkeit (Highlander – The Source)
- 2007: I Want Candy
- 2007: The Riddle